# Hinckley, Minnesota
Hinckley är en ort i Pine County i Minnesota. Orten har fått sitt namn efter järnvägsdirektören Isaac Hinckley. Enligt 2010 års folkräkning hade Hinckley 1 800 invånare. Mille Lacs indianreservat ligger delvis i Hinckley.